# 佛羅里達州立大學系統
佛羅里達州立大學系統（英語：State University System of Florida，縮寫：SUS或SUSF）是美國佛羅里達州的一個公立大學系統，其下有12所公立大學，共有超過30万名學生。它形成于1905年，在歷史上的不同時期其主管團體不盡相同，當前為2002年由美國參議員鮑勃·格拉漢姆推動修改佛羅里達州憲法而組成的“Florida Board of Governors”。

## 成員
| 名稱               | 位置       | 成立時間 |
| ------------------ | ---------- | -------- |
| 佛羅里達州立大學   | 塔拉哈西   | 1851     |
| 佛羅里達大學       | 蓋恩斯維爾 | 1853     |
| 佛羅里達農工大學   | 塔拉哈西   | 1887     |
| 南佛羅里達大學     | 坦帕       | 1956     |
| 佛羅里達新學院     | 萨拉索塔   | 1960     |
| 佛羅里達大西洋大學 | 博卡拉頓   | 1961     |
| 佛罗里达湾岸大学   | 麥爾茲堡   | 1991     |
| 佛羅里達國際大學   | 邁阿密     | 1965     |
| 佛羅里達理工大學   | 莱克兰     | 2012     |
| 中佛羅里達大學     | 奧蘭多     | 1963     |
| 北佛罗里達大學     | 杰克逊維爾 | 1972     |
| 西佛羅里達大學     | 彭萨科拉   | 1963     |

## 外部連接
- 官方网站